# Bahnradsport-Weltmeisterschaften 1950
Die Bahnradsport-Weltmeisterschaften 1950 fanden im August 1950 auf der Radrennbahn im Stade Vélodrome de Rocourt  bei  Lüttich statt.
Das Stadium war die Heimstatt des „Royal Football Club de Liège“ (RFC Liège). Der Radsport bemängelte, man habe schlicht ein 400-Meter-langes „Zementband um die Grasnarbe gelegt“. Auch sei das Stadion noch eine halbe Baustelle gewesen. Der Zuschauerzuspruch war derart mager, dass von einer Weltmeisterschaft „unter Ausschluss der Öffentlichkeit“ gesprochen wurde. „Das wäre in Antwerpen und in Brüssel nie möglich gewesen“, meinte der populäre niederländische Ex-Sechstagefahrer Piet van Kempen kritisch.
Sportler aus 23 Nationen waren am Start, jedoch keine aus Deutschland. Im Mai 1950 war der Bund Deutscher Radfahrer wieder in den Weltradsportverband Union Cycliste Internationale (UCI) aufgenommen worden. Die Zeitschrift Radsport feierte dies als „radsporthistorisches Ereignis“: „Wir haben volles Verständnis für jene Staaten, die bisher einer Wiederanerkennung ablehnend gegenüber standen. [...] Hoffen wir, daß die Wunden, die der Krieg geschlagen hat, endgültig verheilt sind. Möge uns das Schicksal vor neuen bewahren.“ Der erhoffte erste Start deutscher Rennfahrer bei einer WM nach dem Zweiten Weltkrieg scheiterte jedoch am Einspruch des belgischen Radsportverbandes als Gastgeber der Titelkämpfe.

## Resultate der Profis
| Disziplin                | Platz | Land                   | Athlet             |
| ------------------------ | ----- | ---------------------- | ------------------ |
| Sprint                   | 1     | Vereinigtes Königreich | Reg Harris         |
|                          | 2     | Niederlande            | Arie van Vliet     |
|                          | 3     | Niederlande            | Jan Derksen        |
| Steherrennen (100 km)    | 1     | Frankreich             | Raoul Lesueur      |
|                          | 2     | Niederlande            | Jan Pronk          |
|                          | 3     | Frankreich             | Georges Sérès jr.  |
| Einerverfolgung (5000 m) | 1     | Italien                | Antonio Bevilacqua |
|                          | 2     | Niederlande            | Wim van Est        |
|                          | 3     | Frankreich             | Paul Matteoli      |

## Resultate der Amateure
| Disziplin                | Platz | Land        | Athlet                |
| ------------------------ | ----- | ----------- | --------------------- |
| Sprint                   | 1     | Frankreich  | Maurice Verdeun       |
|                          | 2     | Frankreich  | Pierre Even           |
|                          | 3     | Niederlande | Jan Hijzelendoorn jr. |
| Einerverfolgung (4000 m) | 1     | Australien  | Sid Patterson         |
|                          | 2     | Italien     | Aldo Gandini          |
|                          | 3     | Italien     | Guido Messina         |